# (3256) Daguerre
(3256) Daguerre ist ein ungefähr 21 Kilometer großer Asteroid des mittleren Hauptgürtels, der am 26. September 1980 von den US-amerikanischen Astronomen Brian A. Skiff und Norman G. Thomas am Lowell-Observatorium, Anderson Mesa Station (Anderson Mesa) in der Nähe von Flagstaff, Arizona (IAU-Code 688) entdeckt wurde.

## Benennung
(3256) Daguerre wurde nach dem französischen Maler Louis Daguerre (1787–1851) benannt, der das Fotografieverfahren Daguerreotypie entwickelt hatte. Der Mondkrater Daguerre ist ebenfalls nach ihm benannt.